# Иванов, Борис Михайлович (художник)
Бори́с Миха́йлович Ивано́в (14 августа 1957, Днепропетровск) — 2 декабря 2023) — российский художник и кукольник. Почётный член РАХ (2022).

## Биография
Родился в семье военного музыканта. В Москву приехал в 1973 году. Работал на стройке, после — на заводе МЭЛЗ оформителем, окончил Московское государственное академическое художественное училище памяти 1905 года в 1989 году. Являлся членом Международной федерации художников.

## Творчество
Основными направлениями его творчества были жанровые композиции и сюрреализм, пейзажи (старая Москва), портреты. С 2006 года начал делать скульптуры и куклы из дерева: известность ему принёс цикл «Планета толстяков», который он создавал более 15 лет, представляющий собой «вселенную» с новыми персонажами и сюжетами. Создал более 3000 картин и 300 кукол-скульптур: работы находятся в коллекциях ряда российских политиков и деятелей искусства, таких как: Илья Олейников, Никита Михалков, Игорь Матвиенко, Михаил Горбачёв, Сергей Шойгу, Анатолий Кучерена и Юрий Стоянов. Наряду с другими московскими художниками создавал и оформлял в начале 1990-х годов «Государственный выставочный зал истории войны в Афганистане» в Москве.

## Критика
По мнению писателя и коллекционера Александра Глезера, в работах Бориса Иванова «превалирует лирическое начало, порой, правда, с ироническим подтекстом». Журналист Асиса Чуднова отмечала, что «в сюжетах своих живописных полотен Иванов деликатно обыгрывает и христианскую мифологию, и шедевры изобразительного искусства, и сюжеты бытовых анекдотов».

## Галерея

### Жанровые композиции

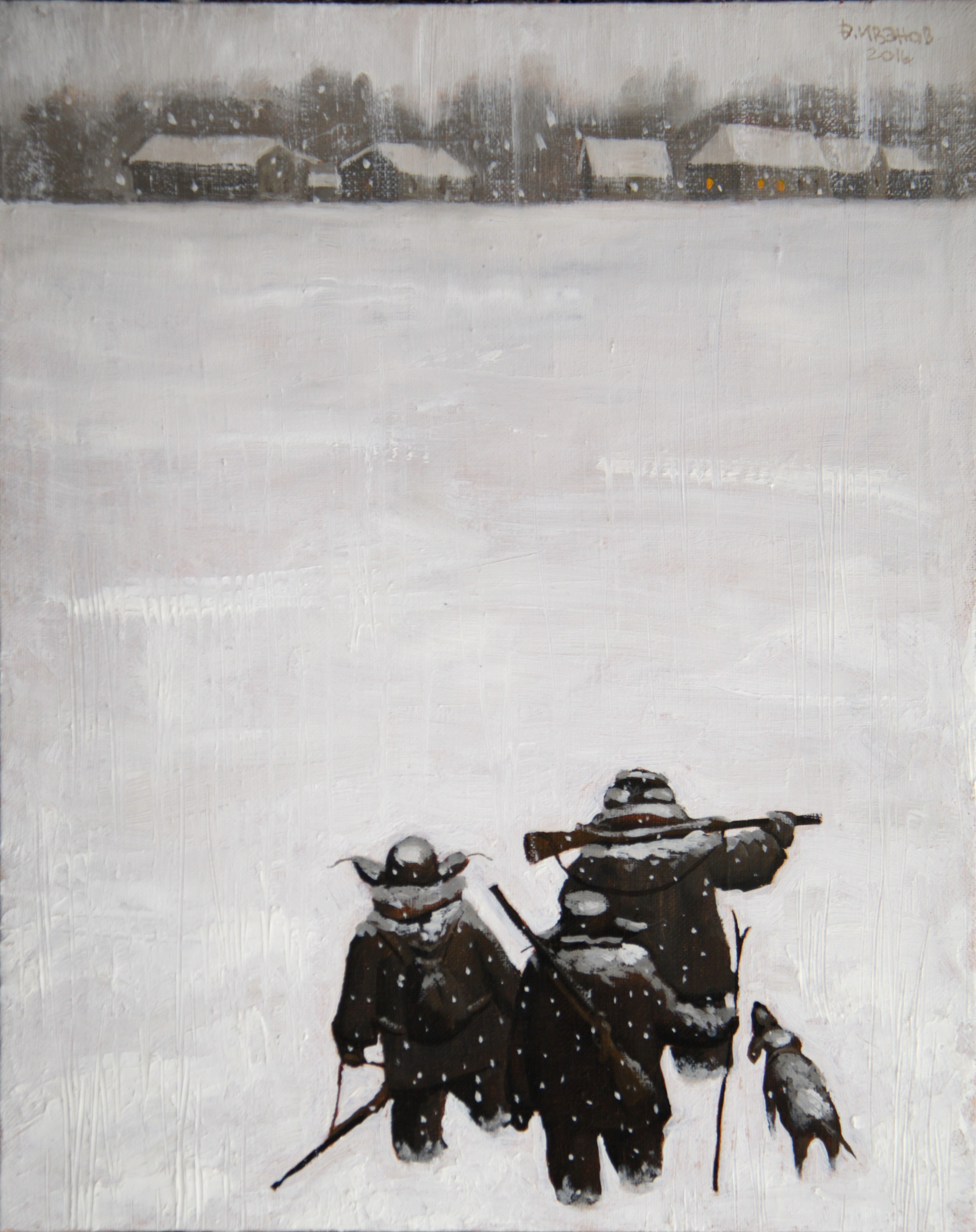
Охотники, 2016
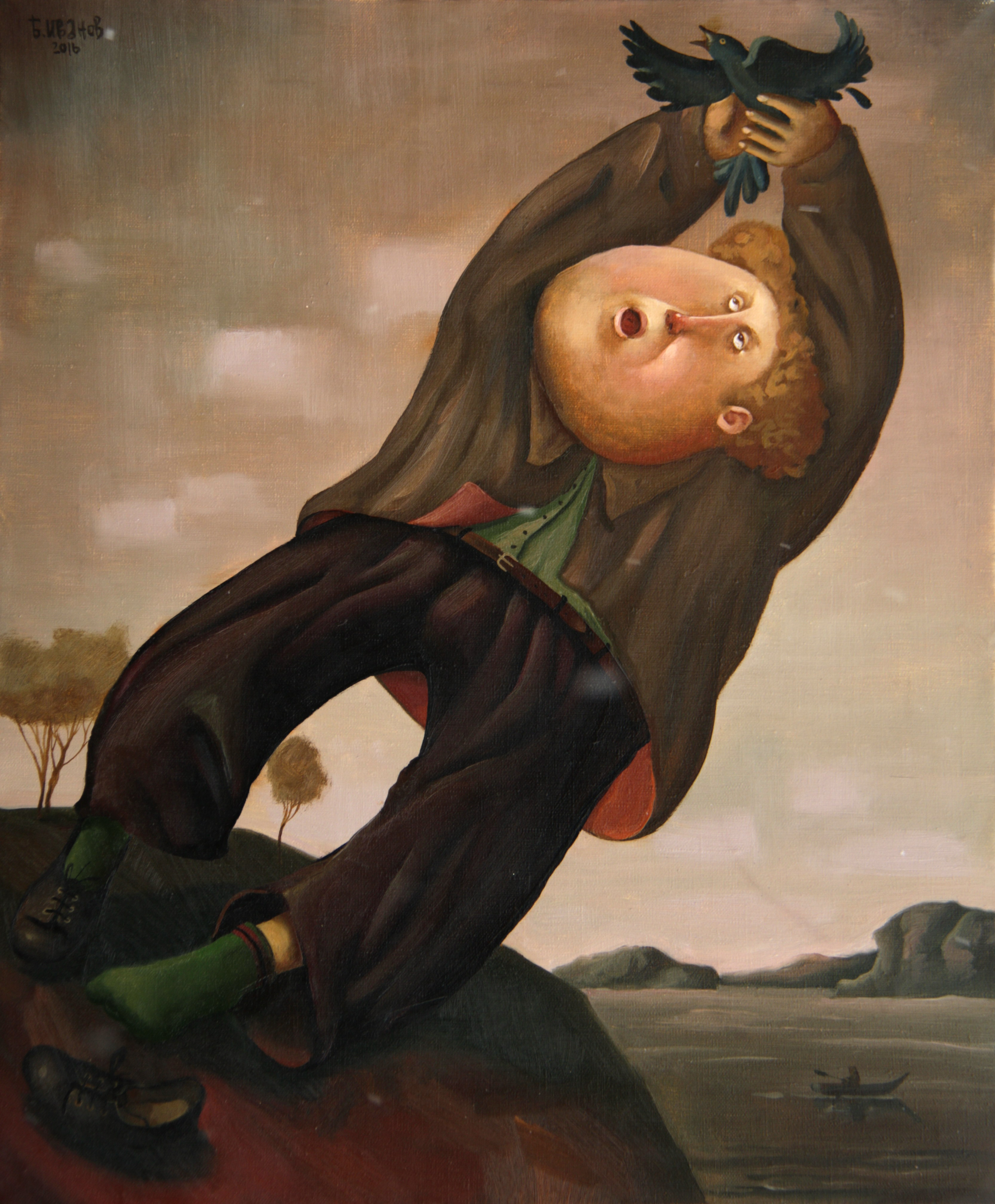
Синяя птица- птица удачи, 2016

### Портреты

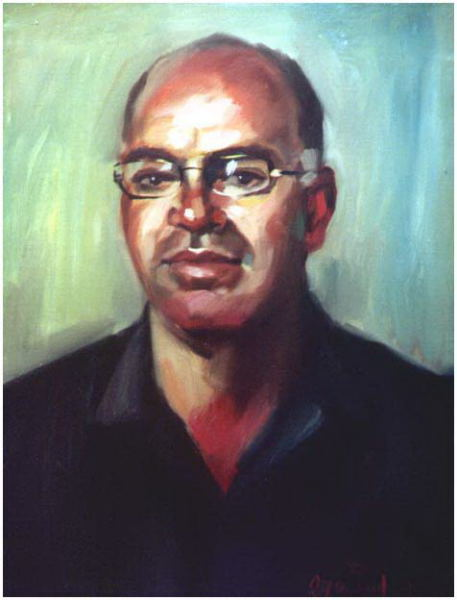
Халит из Назарета, 2013
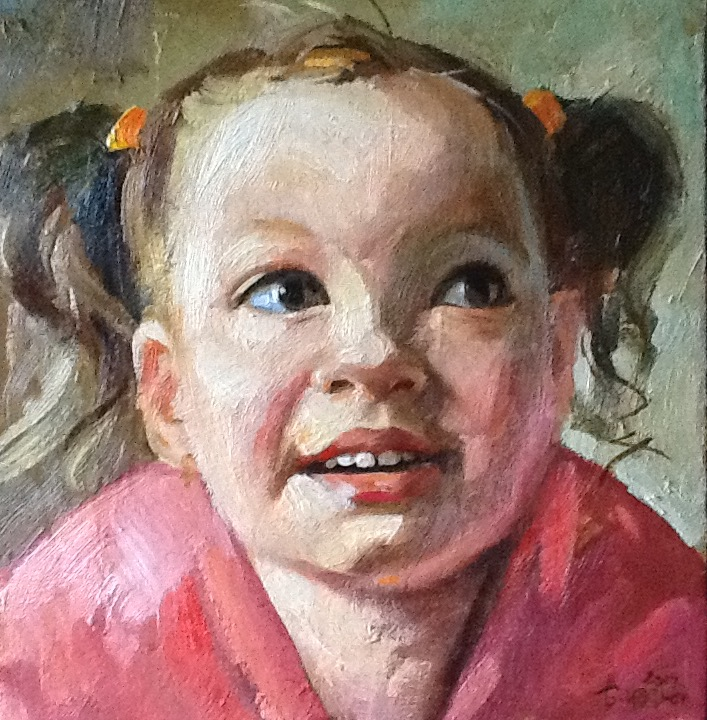
Сонька, 2014
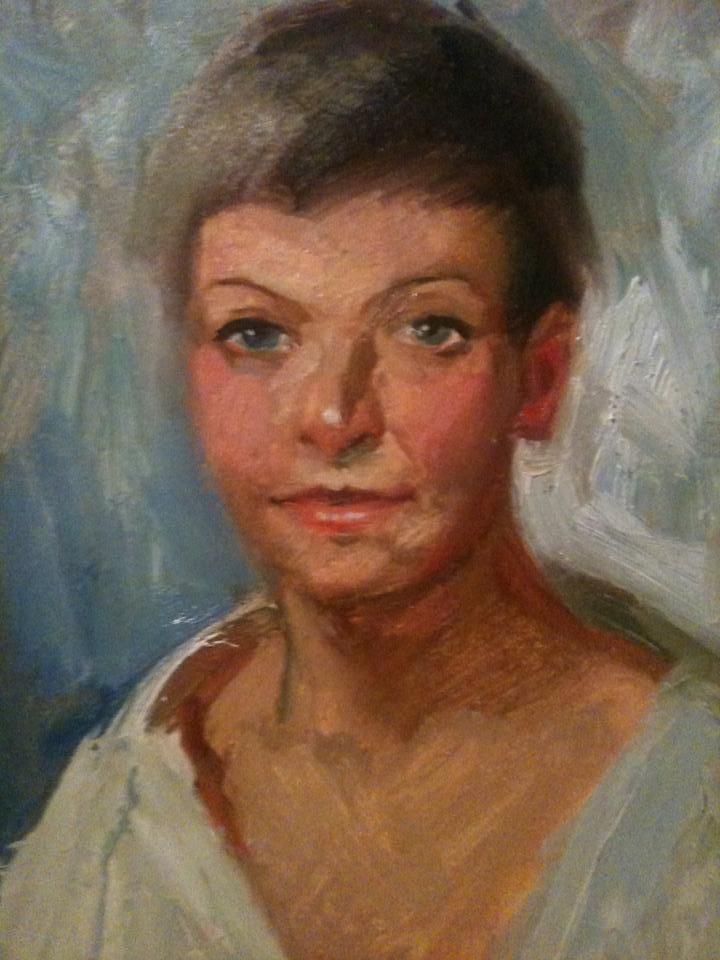
Портрет в белом халате, 2013

### Куклы

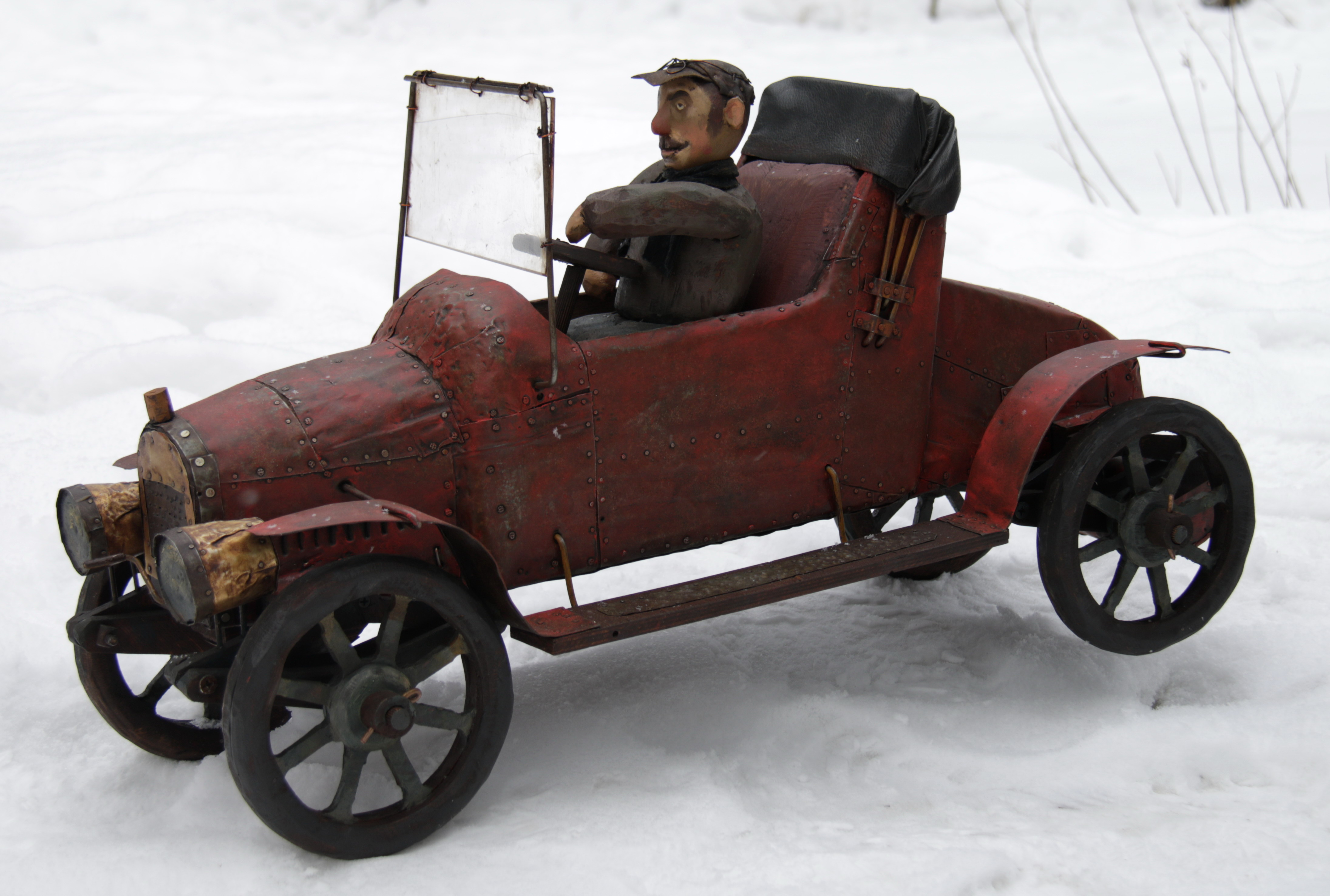
Красный Опель, 2016
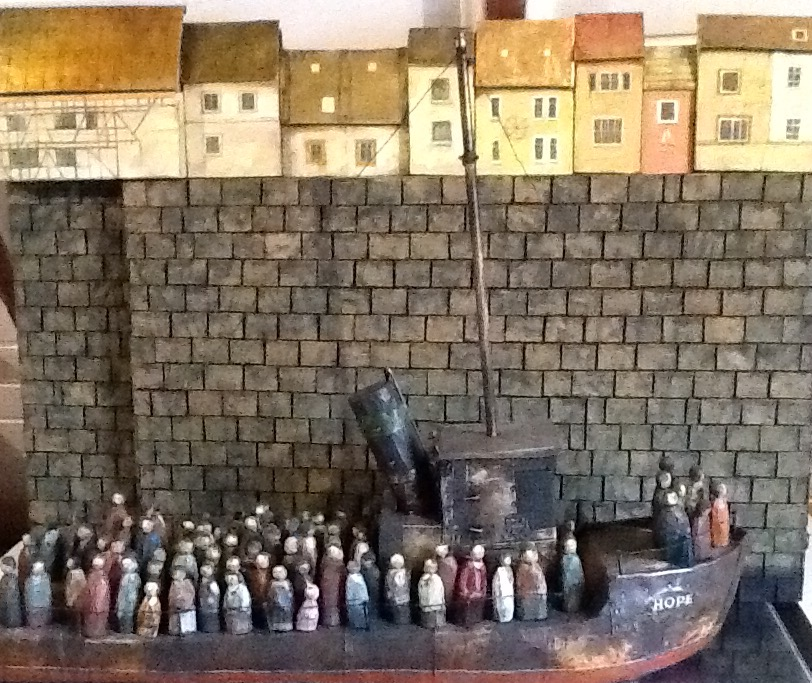
Стена плача, 2015
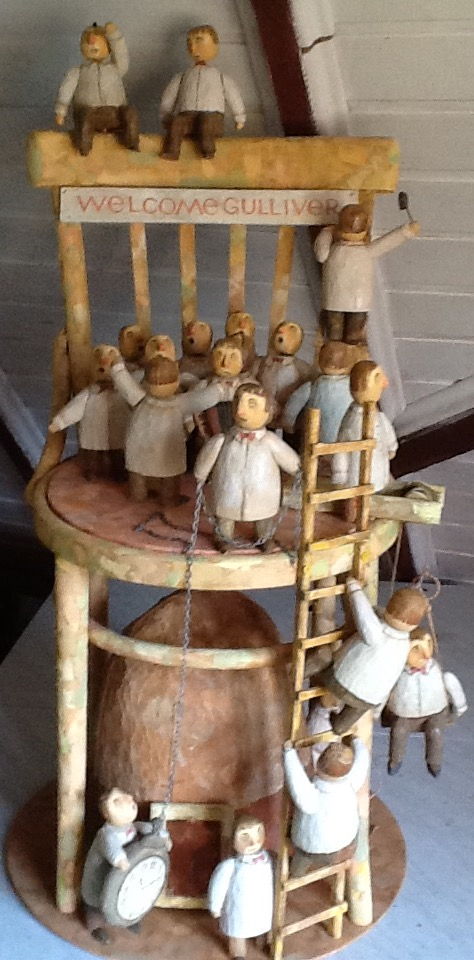
Стул Гулливера, 2016

### Пейзажи

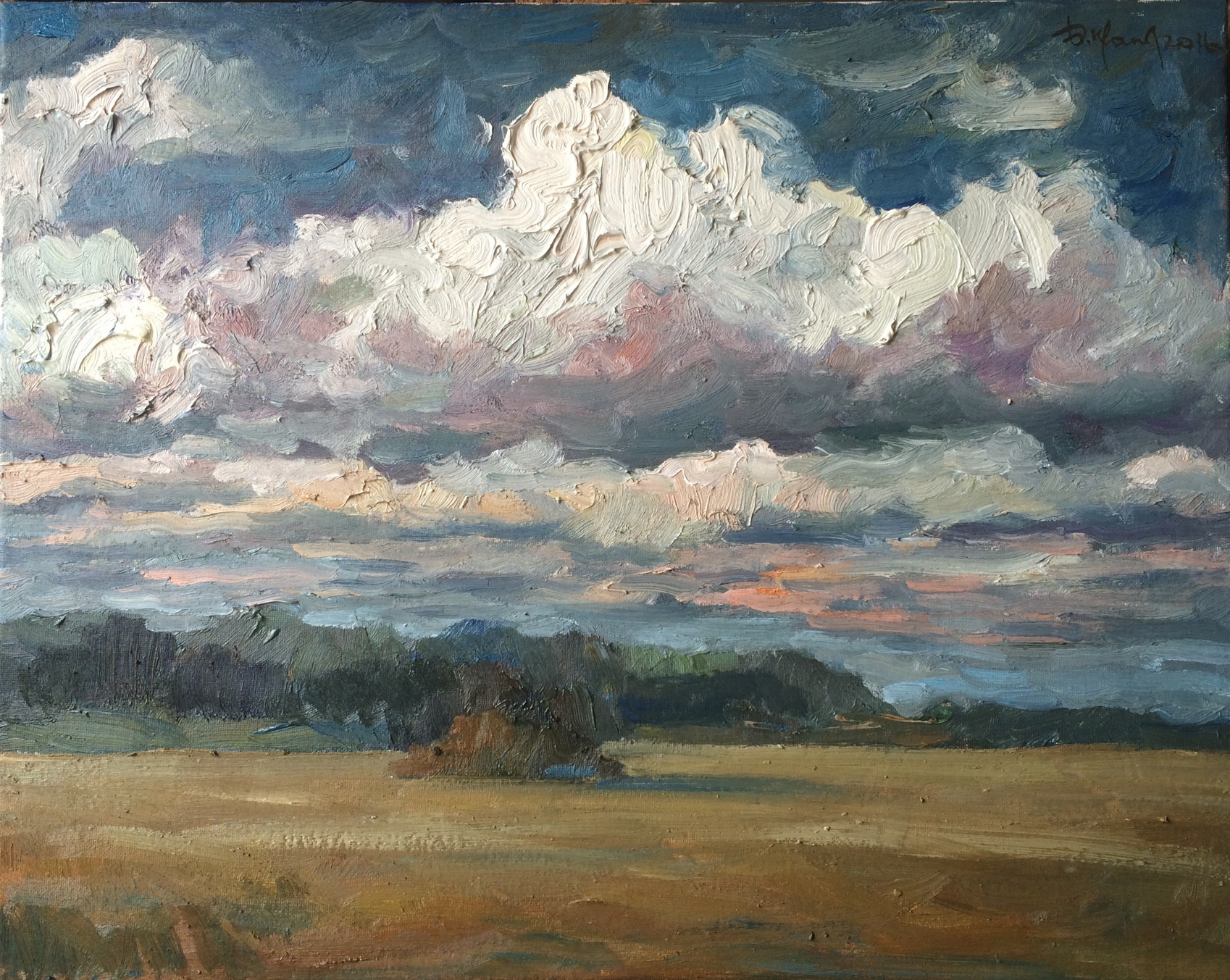
Тучи, 2016
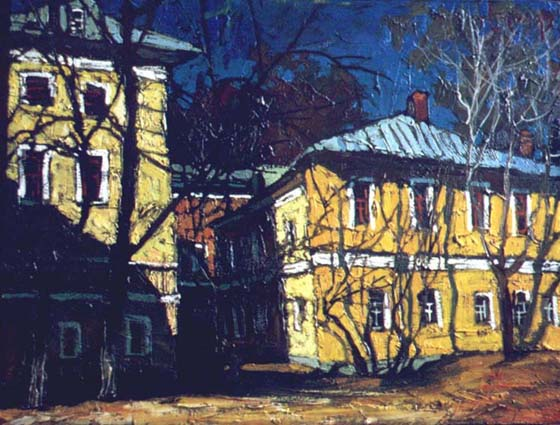
Пречистенка 1990-е годы
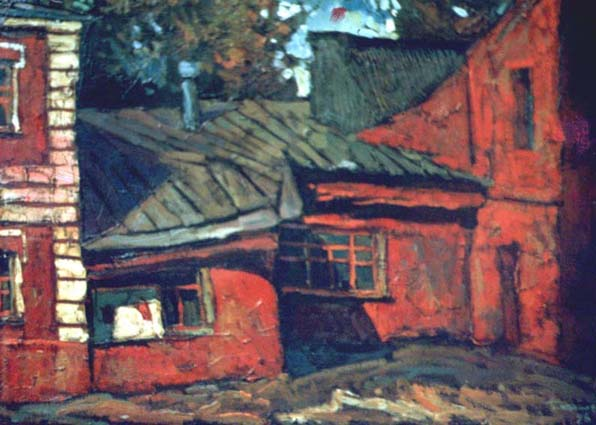
Стрелка на Крымской 1990-е годы

## Выставки
C 1993 года состоялось более 50 персональных и групповых выставок в России и за рубежом (США, Великобритания, Франция, Австралия, Австрия), некоторые из которых:
- 2016 Персональная выставка «Всё как у людей!» в г. Тула[12].
- 2014 Персональная выставка «Планета толстяков» Выставочный центр «Галерея». г. Ижевск[13].
- 2014 Персональная выставка «Смешные люди» в Арт центре «Vauxhall» на Рижском вокзале[14]
- 2014, 2017 Персональные выставки в Республиканский музей изобразительных искусств, Марий-Эл, г. Йошкар-Ола[15][16]
- 2013—2014 Персональная выставка «Смешные люди» галерея «Пространство кукол» в Ветошном пер. 13[17]
- 2001 Искусство синтеза. Центральный дом художника[18]
- 1998 Незнакомая Россия, Музей русского искусства, Нью-Джерси, США[19]
- 1998 Дети перестройки, Zalman gallery, г. Нью-Йорк[20]
- Куклы Бориса Иванова выставляются в экспозиции постоянной выставки «Великие сказки мира» Московский театр кукол[21]

## Семья
Был женат. Имел двоих детей.